# San Pedro de Macorís
San Pedro de Macorís je město v Dominikánské republice. Je hlavním městem stejnojmenné provincie ve východní části země a patří mezi deset největších měst v Dominikánské republice. Má přibližně 195 000 obyvatel, pokud se započítá metropolitní oblast. Jako centrum provincie je sídlem Ústřední východní univerzity (Universidad Central del Este).

## Historie
Město bylo založeno roku 1822 na západním břehu řeky Higuamo imigranty z východní části Santo Dominga. V roce 1846 se stalo vojenskou základnou a v roce 1852 vojenským přístavem. V souvislosti s tím město začalo vyrůstat na východním břehu řeky Higuamo. Koncem 19. století se město stalo útočištěm imigrantů z Kuby, kteří prchali před útrapami války za nezávislost. Kubánci s sebou přinesli znalosti pěstování cukrové třtiny a výroby cukru, která se posléze stala nejvýznamnějším hospodářským odvětvím v provincii. V první čtvrtině 20. století město zažilo nejrychlejší růst díky produkci a vývozu cukru během první světové války. Po této válce přišlo do města mnoho imigrantů z Evropy a město dostalo výrazně kosmopolitní charakter. Další imigrační vlnou byl příliv Afro-Karibských dělníků z ostrovů Malých Antil. Tito dělníci a jejich potomci se rychle stali většinovou skupinou obyvatelstva. Přezdívá se jim „Cocolos ze San Pedra de Macoris“.
San Pedro de Macoris se pyšní mnoha prvenstvími v zemi – první hasičskou jednotkou, první telefonní a telegrafní ústřednou, prvním boxerským ringem.

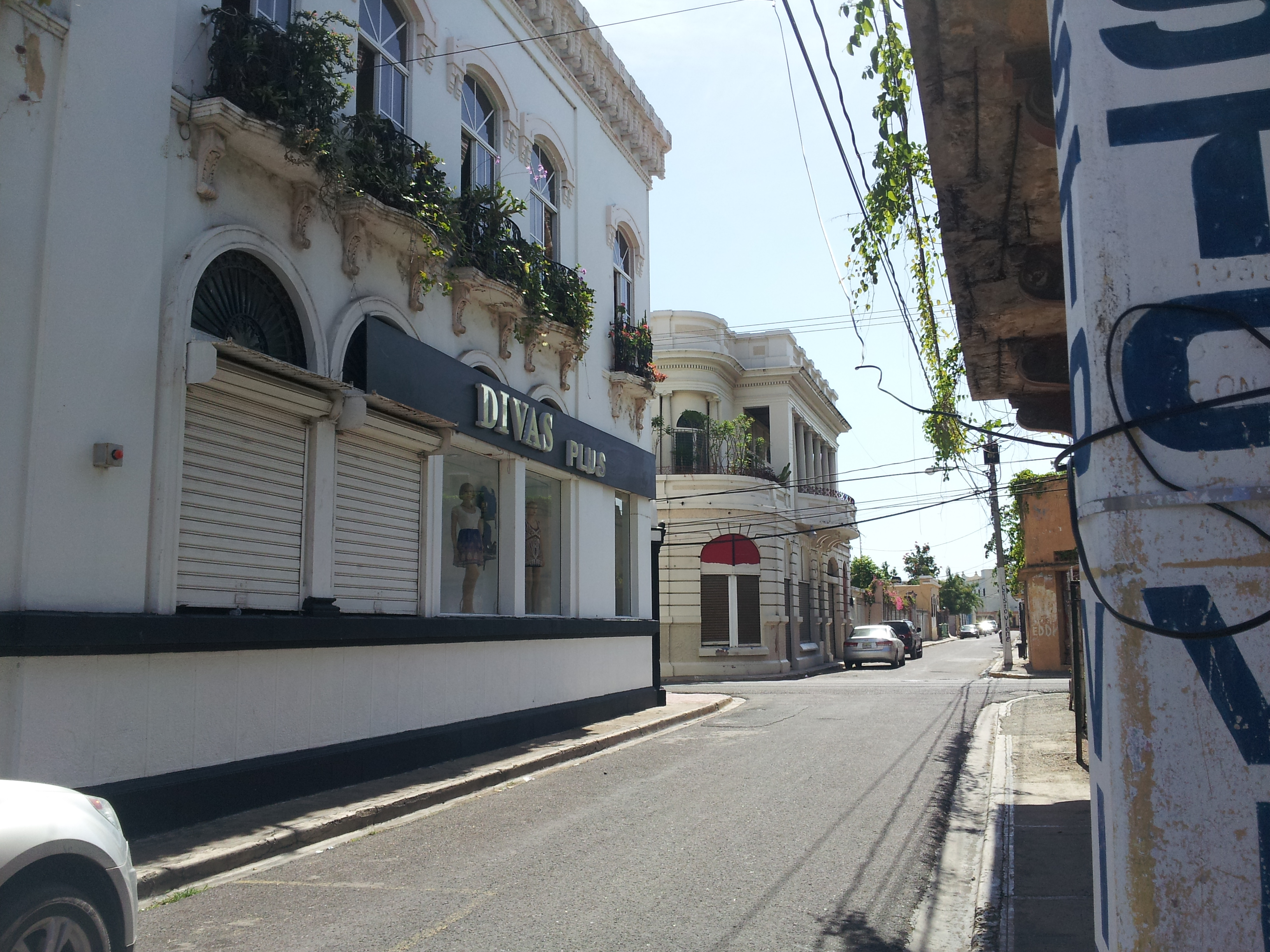
Sanchezova ulice v historickém centru San Pedra de Macoris.

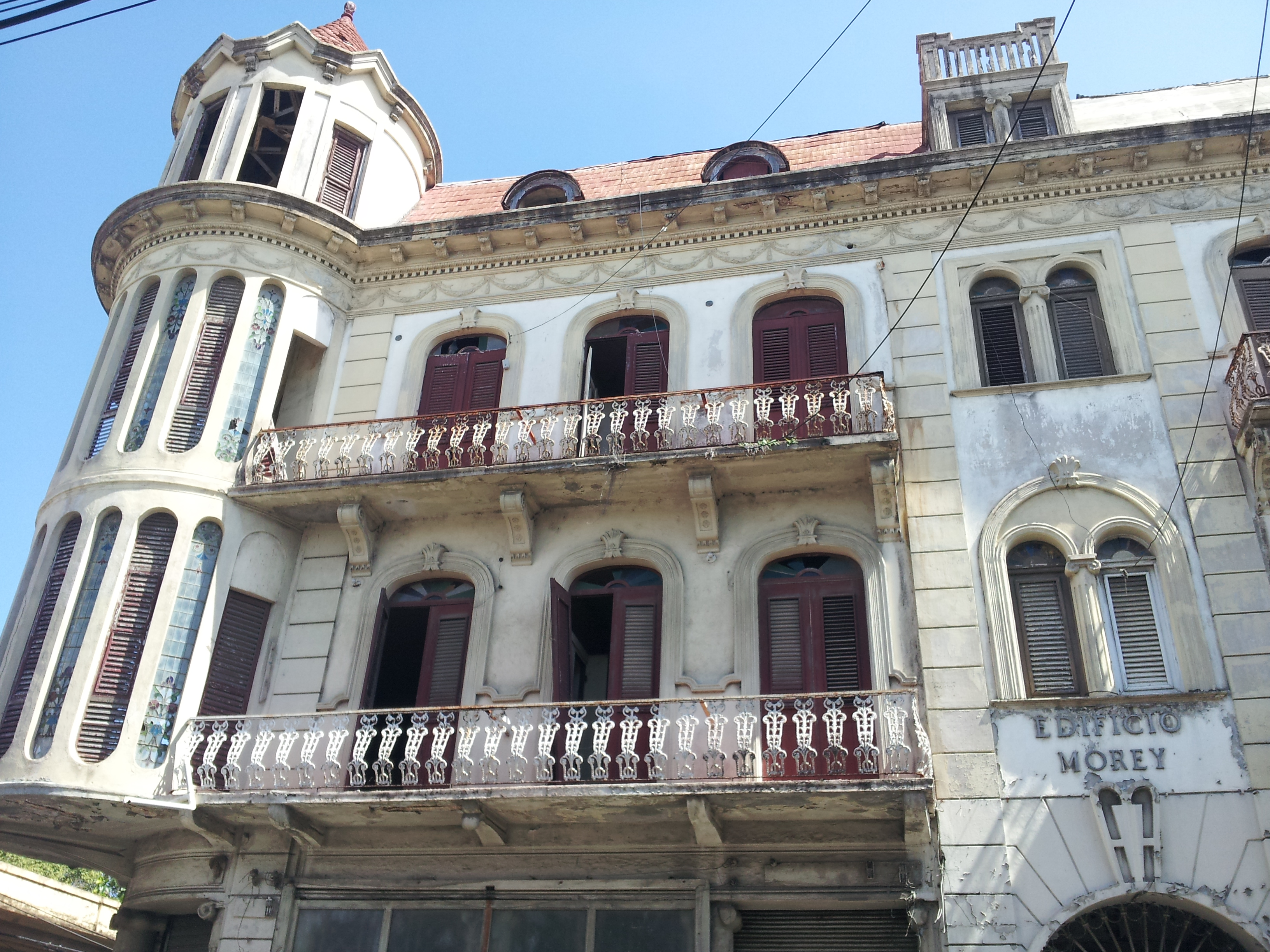
Moreyho budova.

## Doprava
San Pedro de Macoris má vlastní letiště – Cueva Las Maravillas Airport, na kterém provozuje komerční přepravu zatím jediná letecká společnost.

## Turistika
Ač město samo má spíše komerční charakter, nachází se v něm řada architektonických památek.
Hlavní rekreační oblastí poblíž města jsou však pláže kolem městečka Juan Dolio, v municipalitě Guayacanes, východně od města, zhruba v polovině cesty do Santo Dominga.